# FMA IA 50 Guaraní II

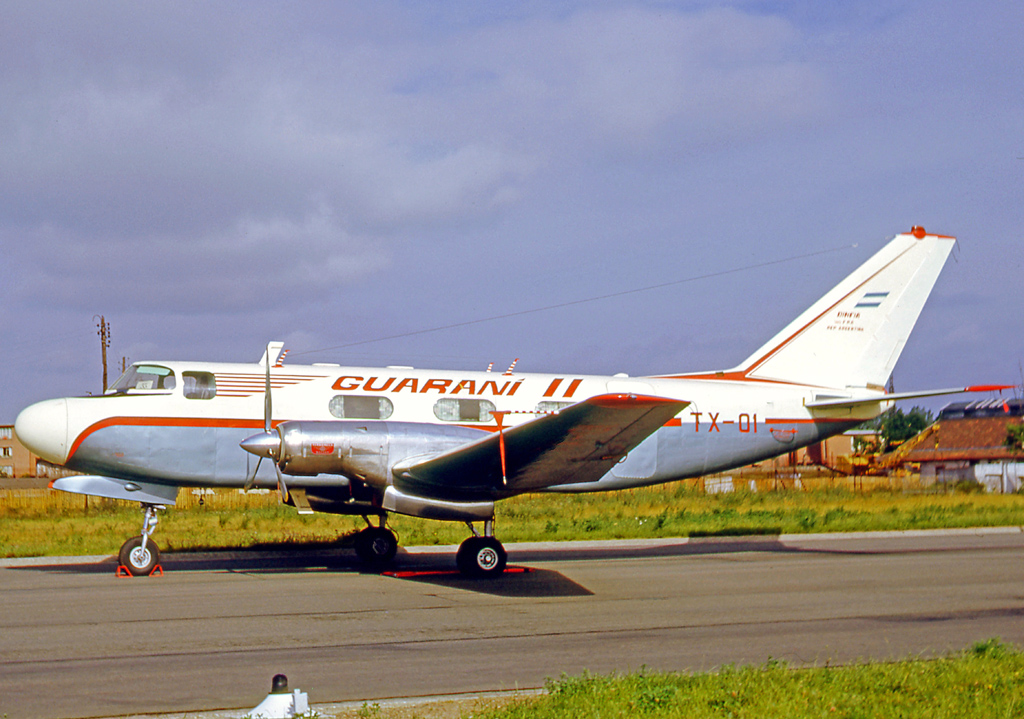
Le premier prototype lors du Salon du Bourget en 1965.

Le FMA IA 50 Guaraní II est un avion de transport militaire multirôles mis en service en 1966 pour être retiré le 7 janvier 2007. Il servait d'avion de transport léger court courrier (parfois en tant qu'ambulance) mais aussi d'avion de communication, de calibration, de surveillance photographique et d'entraînement.
On le voit apparaître pour la première fois lors du Salon du Bourget en juin 1965.

## Utilisateurs
Argentine: 
- - Armée de l'air
  - Police fédérale
  - Marine
  - Administration pénitentiaire
  - Líneas Aéreas Provinciales de Entre Ríos
  - Gouvernement de Córdoba
  - Gouvernement de Salta
  - Ministère du bien-être national